# 태진운수
태진운수 주식회사(泰進運輸 株式會社)는 서울특별시 성동구 둘레15길 8 (성수동)에 있는 서울특별시의 시내버스 운송 업체이다.

## 태진운수 연혁

### 1970년대~1980년대
- 1971년 12월 27일: 삼흥운수 (현 대성운수) 뚝섬 영업소[1]를 분리독립시켜 설립하였다.
- 1979년 10월: 좌석버스 30번(현 362번, 영동지구 ~ 광화문) 노선을 개통하였다.
- 1983년: 도시형버스 62-1번 (현 6411번, 구로구청 ~ 개포동) 노선을 신설과 동시에 신길동 영업소를 개설하였다.
- 1985년 2월: 동호대교 개통으로 인해 좌석버스 30번 (현 362번) 노선이 변경되었다. 노선변경과 동시에 오금동 영업소를 개설하였다.
- 1985년 11월: 좌석버스 30번 노선을 현재의 (오금동 ~ 여의도) 노선으로 대폭 변경하였다.
- 1986년: 여의도 순환버스 823번 (현 61번) 노선을 개통하였다. 도시형버스 817번, 827번 (현 2412번, 성수동 ~ 가락시장) 노선을 개통하였다.
- 1987년: 신길동영업소(61~62번 회차지)를 구로동 49-4로 이전하여 구로동영업소로 변경하였다.
- 1989년 12월: 도시형버스 61번 (성수동 ~ 종로 ~ 신길동) 노선을 도시형버스 61번 (성수동 ~ 광화문) 노선과 도시형버스 61-1번 (구로동 ~ 광화문) 노선으로 분리하여 운행을 시작하였다.
- 1990년: 도시형버스 61-1번 (구로동 ~ 광화문) 노선을 (구로동 ~ 노량진) 노선으로 단축하였으나 수요급감으로 잠시후 도시형버스 62번 (성수동 ~ 구로동) 노선에 통폐합하였다. 도시형버스 61번 (성수동 ~ 광화문) 노선을 동대문운동장(현. 동대문역사문화공원으로 단축하였다.

### 1990년대~2004년서울시내버스 체계개편 이전
- 1990년 12월: 좌석버스 65번 (구로동 ~ 개포동) 노선을 개통하였다. (도시형버스 62-1번 (구로동 ~ 개포동) 노선과 동일.)
- 1992년: 분당신도시 입주에 따른 노선증편으로 도시형버스 817번, 827번 (성수동 ~ 가락시장) 노선을 (성남시 서현동)으로 연장. 노선번호 변경을 거쳐 도시형버스 861번 (성수동 ~ 성남시 서현동)으로 재편하였다.(이후 분당신도시 추가입주에 따라 (성남시 정자동)으로 연장되었다.)
- 1993년: 도시형버스 61번 (성수동 ~ 동대문운동장(현. 동대문역사문화공원)) 노선을 왕십리로 단축하였다. 수요부족으로 좌석버스 65번 (구로동 ~ 개포동) 노선을 폐선하였다. 좌석버스 65번 노선 폐선분으로 좌석버스 862번 (현 2413번, 성수동 ~ (성남시 서현동) 노선을 개통하였다.(이후 분당신도시 추가입주에 따라 (성남시 정자동)으로 연장되었다.)
- 1993년 10월: 직행좌석버스 1005번 (수서동 ~ 광화문) 노선을 신설했다.
- 1994년: 삼선버스(현. 서울승합에 흡수합병), 서울승합으로부터 잉여면허를 넘겨받아 수요는 많으나 공급이 상대적으로 부족한 여의도 순환버스 823번 (현 62번) 노선과 도시형버스 861번 (성수동 ~ 성남시 정자동) 노선에 증차하였다. 직행좌석버스 1005번 (수서동 ~ 광화문) 노선을 (오리역 ~ 광화문) 노선으로 변경하였다.
- 1995년 3월: 도시형버스 61번 (성수동 ~ 왕십리) 노선을 성동구청으로 연장하였다.
- 1995년 6월: 직행좌석버스 1005번 (수서동 ~ 광화문) 노선을 남성교통에 매각하면서 대신 남성교통에서 도시형차량을 넘겨받아 수요는 많으나 공급이 상대적으로 부족한 도시형버스 861번 (성수동 ~ 성남시 정자동) 노선에 증차하였다.
- 1995년 11월: 도시형버스 61번 (성수동 ~ 성동구청) 노선을 동대문운동장(현. 동대문역사문화공원으로 다시 연장하였다.
- 1996년 3월: 서울승합으로부터 잉여면허를 넘겨받아 수요는 많으나 공급이 상대적으로 부족한 도시형버스 62-1번 (현 6411번, 구로동 ~ 개포동) 노선에 증차하였다.
- 1996년 8월: 좌석버스 862번 (성수동 ~ 성남시 정자동) 노선을 도시형버스로 형간전환하였다.
- 1997년 8월: 예기치 못한 사고로 인해 도시형버스 862번 (성수동 ~ 성남시 정자동) 노선을 도시형버스 861번 (성수동 ~ 성남시 정자동) 노선에 통폐합하였으며 해당차량은 폐차처리되었다.
- 1997년 11월: 갑작스런 수요급감으로 도시형버스 61번 (성수동 ~ 동대문운동장(현. 동대문역사문화공원) 노선을 도시형버스 62번 (성수동 ~ 구로동) 노선에 통폐합하였다.
- 2000년: 성동구 마을버스 6번과 6-1번을 지역 순환버스 462번 (현 2224번)으로 통합하였다.
- 2001년: 지역 순환버스 463번 (신도림역 ~ 구로역) 노선을 개통하였다.
- 2002년: 지역 순환버스 415번 (개포동 ~ 삼성역) 노선을 개통하였다.
- 2003년 1월: 도시형버스 62번 (성수동 ~ 구로동) 노선을 서울역으로 단축하였다.

### 2004년서울시내버스 체계개편 이후
- 2004년 7월 1일: 2004년 서울시내버스 체계개편으로 순환버스 2개/지선버스 7개/간선버스 1개 노선으로 운행하기 시작하였다.
- 2007년 1월 20일: 지선버스 2412번 종점을 계원예술고등학교에서 야탑역으로 단축하였다.
- 2012년 3월 16일: 간선버스 362번의 여의도 구간 회차방식이 일부 변경되었다.
- 2013년 3월 19일: 지선버스 2412번 종점을 야탑역에서 고등동 주민센터로 단축하였다.
- 2013년 9월 1일: 계열사로 마을버스 회사인 태진마을버스를 창립하였다.
- 2013년 9월 26일: 간선버스 362번의 여의도 구간 회차방식이 일부 변경되었다.
- 2013년 10월 1일: 순환버스 61번~62번 등을 마을버스 영등포 10번~영등포 11번으로 각각 격하와 동시에 계열사인 태진마을버스에 매각하였다.
- 2014년 2월 3일: 지선버스 2412번 종점을 고등동 주민센터에서 율현동으로 단축하였다.
- 2014년 4월 14일: 간선버스 362번 차고지를 송파공영차고지로 변경하였다. 노선변경과 동시에 오금동 영업소를 폐쇄하고 송파영업소를 개설하였다.
- 2014년 8월 4일: 광역버스 입석금지 조치에 따라 자동차전용도로인 노들로를 경유하는 간선버스 362번을 여의도에서 중앙대병원으로 단축하여 노들로를 경유하지 않게 하였고, 번호를 352번으로 변경하였다.
- 2015년 10월 26일: 2015년 7월 30일 노들로의 자동차전용도로 해제에 따라 간선버스 352번이 여의도로 연장(환원)되었고, 번호가 362번으로 변경(환원)되었다.[2]
- 2016년 9월 5일: 지선버스 6511번이 구로구청~영서중학교에서 구로구청~구로중학교구간을 단축하였다.
- 2016년 9월 5일: 지선버스 6611번이 초롱타운아파트~힐하우스 구간 정류소를 신설하였다.
- 2019년 1월 1일: 간선버스 362번 대성운수로 노선 양도
- 2019년 4월 22일: 지선버스 2014번 종점을 성수동(본사)로 이전과 동시에 성수동-뚝섬유원지역-서울숲-동대문역사문화공원 노선으로 변경하였다.
- 2019년: 태진마을버스 계열 분리, 영운교통에 매각
- 2023년 2월 28일: 구로동 영업소 6411, 6511, 6611번 한남여객운수로 양도[3]

## 운행 노선
2023년 5월 13일 기준이다.
| 운행노선 | 운행구간 | 운행구간 | 운행구간           | 배차간격 (분) | 인가 대수 | 비고                                      |
| -------- | -------- | -------- | ------------------ | ------------- | --------- | ----------------------------------------- |
| 2014번   | 성수동   | ↔        | 동대문역사문화공원 | 9~12          | 13        | 구 62번 단축                              |
| 2224번   | 성수동   | ↔        | 강변역             | 9~13          | 11        | 구 462번                                  |
| 2412번   | 성수동   | ↔        | 세곡동             | 10~14         | 15        | 구 861번 단축                             |
| 2413번   | 성수동   | ↔        | 개포동             | 10~16         | 13        | 구 415번 연장, 구 862번 단축 및 변경      |
| 8441번   | 온곡마을 | ↔        | 수서역             | 10~12         | 3         | 맞춤버스. 진화운수와 공동배차로 운행한다. |

## 미운행 노선

### 간선버스
- ● 362번: 송파공영차고지 ↔ 국회의사당 (2019년 1월 1일부터 대성운수로 양도)

### 지선버스
- ● 6411번: 구로동 ↔ 개포동 (2023년 3월 1일부터 한남여객운수로 양도)
- ● 6511번: 구로동 ↔ 서울대학교 (2023년 3월 1일부터 한남여객운수로 양도)
- ● 6611번: 신도림역 ↔ 우성아파트 (2023년 3월 1일부터 한남여객운수로 양도)

### 순환버스
- ● 61번: 대방역 ↔ 여의도 순환 (여의나루역, 국회의사당 경유) <마을버스 영등포 10번 전환, 태진마을버스에 인계>
- ● 62번: 대방역 ↔ 여의도 순환 (63빌딩, 한국거래소 경유) <마을버스 영등포 11번 전환, 태진마을버스에 인계>

### 맞춤버스
- ● 8222번: 뚝섬역 ↔ 서울숲 후문 (주말, 공휴일만 운행 (평일 운휴), 2009년 7월 11일 폐선, 맞춤버스)
- ● 8362번: 오금동 ↔ 여의도역 (고속터미널역 ~ 여의도역 구간 1일 2회 운행, 2009년 7월 27일 폐선, 맞춤버스)

## 보유 차량

#### KGM커머셜
- 에디슨모터스 E-화이버드
- KGM 스마트 110

#### 현대자동차
- 현대 그린시티
- 현대 뉴 슈퍼 에어로시티
- 현대 저상 뉴 슈퍼 에어로시티
- 현대 일렉시티

## 본사 및 영업소
- 성수동 본사 (2014번, 2224번, 2412번, 2413번)

## 같이 보기
- 대성운수 (서울)
- 한남여객운수
- 성민버스
- 신화여객

## 갤러리

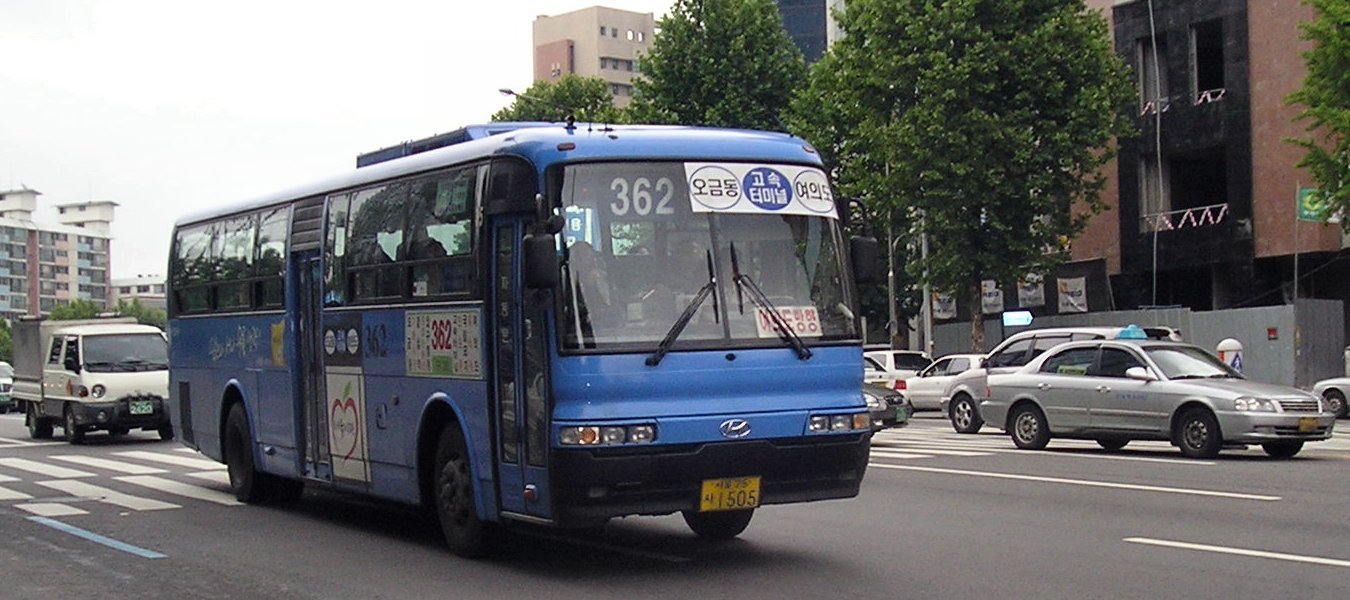
서울시내버스 362번 (현재 대성운수로 노선 이관)